# White House
White House és una població dels Estats Units a l'estat de Tennessee. Segons el cens del 2000 tenia 7.220 habitants.

## Demografia
Segons el cens del 2000, White House tenia 7.220 habitants, 2.497 habitatges, i 2.060 famílies. La densitat de població era de 310,8 habitants/km².
Dels 2.497 habitatges en un 48,8% hi vivien nens de menys de 18 anys, en un 71% hi vivien parelles casades, en un 8,4% dones solteres, i en un 17,5% no eren unitats familiars. En el 15,4% dels habitatges hi vivien persones soles el 5,7% de les quals corresponia a persones de 65 anys o més que vivien soles. El nombre mitjà de persones vivint en cada habitatge era de 2,89 i el nombre mitjà de persones que vivien en cada família era de 3,22.
Per edats la població es repartia de la següent manera: un 31,7% tenia menys de 18 anys, un 6,6% entre 18 i 24, un 37,8% entre 25 i 44, un 17,6% de 45 a 60 i un 6,3% 65 anys o més.
L'edat mediana era de 32 anys. Per cada 100 dones de 18 o més anys hi havia 93,8 homes.
La renda mediana per habitatge era de 51.649 $ i la renda mediana per família de 55.731 $. Els homes tenien una renda mediana de 38.448 $ mentre que les dones 26.216 $. La renda per capita de la població era de 19.890 $. Entorn del 2,3% de les famílies i el 3,3% de la població estaven per davall del llindar de pobresa.

## Poblacions més properes
El següent diagrama mostra les poblacions més properes.